# Leo Laba Ladjar

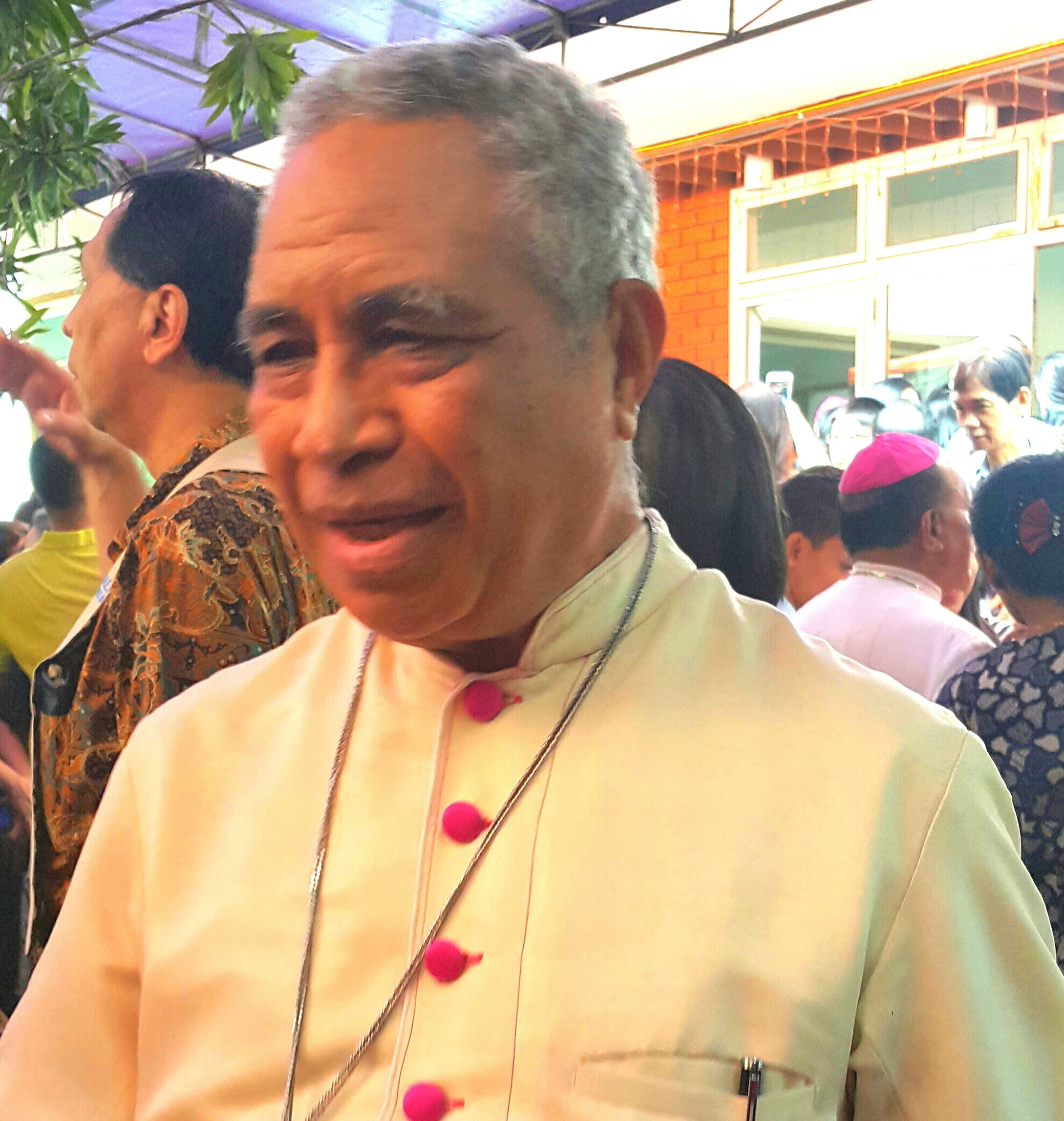
Leo Laba Ladjar

Leo Laba Ladjar O.F.M. (sinh 1943) là một Giám mục người Indonesia của Giáo hội Công giáo Rôma. Ông hiện đảm trách nhiệm vụ Giám mục chính tòa Giáo phận Jayapura và Phó Chủ tịch Hội đồng Giám mục Indonesia. Trước khi đảm trách cương vị Giám mục chính tòa, ông từng đảm trách vai trò Giám mục Phó Jayapura.

## Tiểu sử
Giám mục Leo Laba Ladjar sinh ngày 4 tháng 11 năm 1943, tại Bauraja, thuộc Indonesia. Sau quá trình tu học dài hạn tại các cơ sở chủng viện theo quy định của Giáo luật, ngày 29 tháng 6 năm 1975, Phó tế Ladjar, 32 tuổi, tiến đến việc truyền chức linh mục. Tân linh mục cũng là một thành viên của dòng Phanxicô [viết tắt O.F.M.].
Sau 18 năm thi hành các tác vụ của một linh mục, ngày 6 tháng 12 năm 1993, tin tức từ Tòa Thánh loan báo việc Giáo hoàng đã xác nhận việc tuyển chọn linh mục Leo Laba Ladjar, 50 tuổi, gia nhập Giám mục đoàn Công giáo Hoàn vũ, với vị trí được trao phó là Giám mục Phụ tá Giáo phận Jayapura và danh hiệu Giám mục Hiệu tòa Bencenna. Lễ tấn phong cho vị giám mục tân cử được tổ chức sau đó vào ngày 10 tháng 4 năm 1994, với phần nghi thức chính yếu của việc truyền chức được cử hành cách trọng thể bởi 4 giáo sĩ cấp cao. Chủ phong cho vị tân giám mục là Giám mục Herman Ferdinandus Maria Münninghoff, O.F.M., Giám mục chính tòa Giáo phận Jayapura. Ba vị còn lại, với vai trò phụ phong, gồm có Tổng giám mục Jacobus Duivenvoorde, M.S.C., Tổng giám mục Tổng giáo phận Merauke; Giám mục Alphonsus Augustus Sowada, O.S.C, Giám mục chính tòa Giáo phận Agats và Giám mục Francis Xavier Sudartanta Hadisumarta, O. Carm., Giám mục chính tòa Giáo phận Manokwari-Sorong. Tân giám mục chọn cho mình châm ngôn:In caritate et humilitate Dei.
Ba năm sau đó, Tòa Thánh thông báo tin đã quyết định bổ nhiệm Giám mục Leo Laba Ladjar, Giám mục Phụ tá Jayapura, làm Giám mục chính tòa tiếp theo của Giáo phận này. Tin tức  về việc được bổ nhiệm được Tòa Thánh cho công bố rộng rãi vào ngày 29 tháng 8 năm 1997.
Ngoài các chức danh được Tòa Thánh quyết định bổ nhiệm, Giám mục Leo Laba Ladjar còn đảm nhiệm vai trò Phó Chủ tịch Hội đồng Giám mục Indonesia từ năm 2015 đến nay.